# Zhang Qingli
Zhang Qingli, född 1951 i Dongping, Shandong, är en kinesisk kommunistisk politiker som är mest känd för sin roll som högt uppsatt i partifunktionär i Xinjiang och Tibet, där han haft ett stort inflytande. Han är också ledamot i den sjuttonde centralkommittén i Kinas kommunistiska parti.
Zhang gick med i Kinas kommunistiska parti 1973 och höll länge en rad lägre partibefattningar i sin hemprovins Shandong.
2002-2005 var han verkställande direktör för den viktiga Produktions- och konstruktionskåren i Xinjiang, som lyder direkt under Folkets befrielsearmé och mellan 2006 och 2011 var han partisekreterare i Tibet. På dessa poster har han gjort sig känd för sin tuffa politik gentemot etniska minoriteter.
Zhang anses stå Hu Jintao nära, som också tjänstgjort i Tibet, och Zhang har avskedat flera etniskt tibetanska tjänstemän som han betraktat som opålitliga. Han har också gjort sig känd för att ha utsatt Dalai Lama för allvarliga anklagelser om landsförräderi. Han kom i rampljuset i samband med oroligheterna i Tibet 2008, då han gjorde en rad hätska uttalanden mot Dalai Lama.
I juli 2008 lämnade en rad pro-tibetanska grupper in en stämningsansökan till en spansk domstol mot Zhang och sex andra höga kinesiska ämbetsmän för deras roll i undertyckandet av det tibetanska upproret våren 2008. Grupperna anklagar de sju för "brott mot mänskligheten" och en spansk domare har inlett en förundersökning mot de anklagade. Den kinesiska regeringen har dock avvisat den spanska förundersökningen.
|  | Wikiquote har citat av eller om Zhang Qingli. |